# Oltenești
Oltenești è un comune della Romania di 2 905 abitanti, ubicato nel distretto di Vaslui, nella regione storica della Moldavia. 
Il comune è formato dall'unione di 6 villaggi: Curteni, Oltenești, Pâhna, Târzii, Vinețești, Zgura.